# Вашті Каннінгем
Вашті Каннінгем (англ. Vashti Cunningham, нар. 18 січня 1998) — американська легкоатлетка, яка спеціалузіється в стрибках у висоту, чемпіонка світу-2016 в приміщенні.
12 березня 2016 на національній першості в приміщенні в Портленді спортсменка встановила світовий рекорд серед юніорок в приміщенні (1,99). За тиждень на тій самій арені вона стала чемпіонкою світу в приміщенні.
На чемпіонаті світу-2019 американка здобула «бронзу».

## Виступи на основних міжнародних змаганнях
| Рік  | Змагання                     | Місто          | Місце | Примітки |
| ---- | ---------------------------- | -------------- | ----- | -------- |
| 2016 | Чемпіонат світу в приміщенні | Портленд       | 1     |          |
| 2016 | Олімпійські ігри             | Ріо-де-Жанейро | 13    |          |
| 2017 | Чемпіонат світу              | Лондон         | 10    |          |
| 2018 | Чемпіонат світу в приміщенні | Бірмінгем      | 2     |          |
| 2019 | Чемпіонат світу              | Доха           | 3     | [ 6 ]    |